# Jurij Sisikin
Jurij Fjodorovitj Sisikin (ryska: Юрий Фёдорович Сисикин), född 15 maj 1937 i Saratov, är en före detta sovjetisk fäktare.
Sisikin blev olympisk guldmedaljör i florett vid sommarspelen 1960 i Rom.